# Отрубок (Софиевский район)
Отрубок (укр. Одрубок) — село,
Нововасилевский сельский совет,
Софиевский район,
Днепропетровская область,
Украина.
Код КОАТУУ — 1225285207. Население по переписи 2001 года составляло 77 человек .

## Географическое положение
Село Отрубок находится в 2-х км от села Новые Ковна.
По селу протекает пересыхающий ручей с запрудой.